# Ronde van Lombardije 1960
De Ronde van Lombardije 1960 was de 54e editie van deze eendaagse Italiaanse wielerwedstrijd, en werd verreden op zondag 16 oktober 1960. Het parcours leidde van Milaan naar Milaan en ging over een afstand van 226 kilometer. De wedstrijd werd gewonnen door de Belg Emile Daems in een sprint van een groep van 8 renners.

## Uitslag
| Ronde van Lombardije 1960 |                  |                |          |
| Plaats                    | Naam             | Ploeg          | Tijd     |
| Winnaar                   | Emile Daems      | Philco         | 5u33'46" |
| 2                         | Diego Ronchini   | Bianchi        | z.t.     |
| 3                         | Marino Fontana   | San Pellegrino | z.t.     |
| 4                         | Michel Stolker   | Radium         | z.t.     |
| 5                         | Ezio Pizzoglio   | Carpano        | z.t.     |
| 6                         | Romeo Venturelli | San Pellegrino | z.t      |
| 7                         | Carlo Brugnami   | Torpado        | z.t.     |
| 8                         | Imerio Massignan | Legnano        | z.t.     |
| 9                         | Silvano Ciampi   | Philco         | + 2' 31" |
| 10                        | Rino Benedetti   | Ghigi-Ganna    | z.t.     |

1905 · 1906 · 1907 · 1908 · 1909 · 1910 · 1911 · 1912 · 1913 · 1914 · 1915 · 1916 · 1917 · 1918 · 1919 · 1920 · 1921 · 1922 · 1923 · 1924 · 1925 · 1926 · 1927 · 1928 · 1929 · 1930 · 1931 · 1932 · 1933 · 1934 · 1935 · 1936 · 1937 · 1938 · 1939 · 1940 · 1941 · 1942 · 1943 · 1944 · 1945 · 1946 · 1947 · 1948 · 1949 · 1950 · 1951 · 1952 · 1953 · 1954 · 1955 · 1956 · 1957 · 1958 · 1959 · 1960 · 1961 · 1962 · 1963 · 1964 · 1965 · 1966 · 1967 · 1968 · 1969 · 1970 · 1971 · 1972 · 1973 · 1974 · 1975 · 1976 · 1977 · 1978 · 1979 · 1980 · 1981 · 1982 · 1983 · 1984 · 1985 · 1986 · 1987 · 1988 · 1989 · 1990 · 1991 · 1992 · 1993 · 1994 · 1995 · 1996 · 1997 · 1998 · 1999 · 2000 · 2001 · 2002 · 2003 · 2004 · 2005 · 2006 · 2007 · 2008 · 2009 · 2010 · 2011 · 2012 · 2013 · 2014 · 2015 · 2016 · 2017 · 2018 · 2019 · 2020 · 2021 · 2022 · 2023 · 2024 · 2025